# Rokujō
L'emperador Rokujō (六条 天皇, Rokujō-Tennō, 28 de desembre del 1164 - 23 d'agost del 1176) va ser el 79è Emperador del Japó, segons l'ordre tradicional de successió. Va regnar entre el 1165 i el 1168. Abans de ser ascendit al Tron de Crisantem, el seu nom personal (imina) era Príncep Imperial Nobuhito. També era conegut com a Príncep Imperial Yoshihito o Príncep Imperial Toshihito.